# Lovro Šitović
Lovro Šitović (* 1682 in Ljubuški; † 28. Februar 1729 in Šibenik) war ein religiöser kroatischer Schriftsteller und Epiker.

## Leben
Er stammte aus einer islamischen Familie und kam unter dem Namen „Hasan“ zur Welt. Im Alter von 8 Jahren wurde der kleine Hasan vom Haidukenhauptmann Šimun Talajić als Geisel gefangen genommen. Während der Geiselnahme verbrachte er viel Zeit mit anderen Kindern und lernte in deren Gesellschaft Lesen und Schreiben, außerdem machte er Bekanntschaft mit dem Katholizismus. Nachdem sein Vater dem Haidukenhauptmann das Lösegeld gezahlt hatte, nahm er Hasan wieder mit nach Hause nach Ljubuški. Doch der Junge rannte von zu Hause weg und landete schließlich im Franziskanerkloster von Zaostrog, wo ihn Ilija Mamić der christlichen Lehre unterzog. Mit siebzehn Jahren erhielt er dort die Taufe auf den Namen Stjepan. 1701 wurde er Novize in Našice und bekam den Ordensnamen Lovro. Von 1708 bis 1715 unterrichtete er Philosophie in Makarska, anschließend bis 1716 Theologie in Šibenik, später Theologie und Philosophie in Split. 1724 kehrte er nach Makarska zurück, um dort wieder Philosophie zu unterrichten. Er starb 1729 während einer Predigt in Šibenik.